# اوگلتاون (دلاویر)
اوگلتاون (به انگلیسی: Ogletown) یک منطقهٔ مسکونی در ایالات متحده آمریکا است که در شهرستان نیوکاسل، دلاویر واقع شده‌است. اوگلتاون ۲۴٫۰۸ متر بالاتر از سطح دریا واقع شده‌است.